# Бертолдо д’Есте
Вижте пояснителната страница за други личности с името Бертолдо д’Есте.
Бертолдо д’Есте (на италиански: Bertoldo d'Este; * май 1434; † 4 ноември 1463, Евбея) от рода Есте е италиански кондотиер, капитан на наемническа дружина на служба на Венецианската република във войната против турците на Мехмед II, султан на Османската империя.

## Произход
Той е син на кондотиера Тадео д'Есте (* ок. 1390, † 21 юни 1448), господар на Ферара, служил на Венеция, и на Мадалена Арчели от Пиаченца. Има една сестра: 
- Елена, съпруга на Лодовико Ториани

Има и една полусестра от извънбрачна връзка на баща си.

## Биография
Бертолдо следва стъпките на баща си, като го следва във военната професия и се бие за Венеция. 
През май 1463 г. участва като победител в Падуа в надпревара, проведена в чест на новия дож на Венеция Кристофоро Моро. По време на турнира наемниците на Бертолдо се сблъскват с тези на Бартоломео Колеони, обръщайки града с главата надолу.
Венеция, съюзена с унгарския крал Матяш Корвин и решена да води война срещу турците в Морея, наема много младия кондотиер Бертолдо, като го назначава за генерален капитан на наемна експедиционна сила с много италианци, а също и затворници от о-в Крит, на които е обещана амнистия в замяна на участието им във войната. След като акостира в Пелопонес през септември 1463 г., Бертолдо завладява, с подкрепата на галерите на венецианския капитан генерал Алвизе Лоредан от морето, град Аргос, който е разграбен, и след това го защитава от настъпателно завръщане от турците, които се опитват да напразно няколко пъти през месец октомври същата година, за да го вземат обратно. За да устои на евентуално пристигане на турски подкрепления от Тесалия, Бертолдо, натоварвайки своите хора и войници на работа, укрепва Коринтския провлак, като възстановява стената с кули на Хексамилион, разрушена 17 г. по-рано от султан Мурад II, която също го заобикаля с двоен ров, дълъг шест мили, който минава от Егейско до Йонийско море. След като се подсигурява отзад, Бертолдо, след като се опита да завладее Коринт чрез преговори, обсажда града. С две атаки венецианците превземат някои укрепления извън града: докато се подготвя за третата атака, Бертолдо иска да провери артилерийските си позиции, като се приближава до стените на Коринт, откъдето е хвърлен камък, който, като го удря в слепоочието, го ранява сериозно. Транспортиран на Евбея за лечение, той умира 12 дена по-късно на 29 г. Венеция го почита с тържествено държавно погребение и тялото му е погребано в църквата „Сан Франческо“ до главния олтар, близо до гроба на баща му.